# DFS 332
Die DFS 332 war ein Versuchsflugzeug der Deutschen Forschungsanstalt für Segelflug und sollte als Messflugzeug für Profilmessungen bei Geschwindigkeiten bis 500 km/h dienen.
Entwickelt wurde das Flugzeug als Doppelrumpfkonstruktion. Im linken Rumpf saß der Pilot, im rechten der Beobachter für den Test. In der Mitte zwischen den Rümpfen befand sich die rechteckige Versuchsfläche mit 4,5 m Spannweite, 3 m Tiefe und einem Flächeninhalt von 13,5 m². Die Tragfläche konnte mittels Elektromotoren verstellt werden, womit verschiedene Anstellwinkel getestet werden konnten. Vorgesehen war jeweils ein Raketentriebwerk Walter HWK 109-509 in jedem der beiden Rümpfe.
Eine Flugzeugzelle konnte bis Januar 1945 noch fertiggestellt werden, zum geplanten Triebwerkseinbau kam es jedoch nicht mehr. Es wurden lediglich noch einige Schleppversuche mit einer Heinkel He 111 durchgeführt.

## Technische Daten
DFS 332
- Spannweite: 15,0 m
- Länge: 12,25 m
- Höhe: 3,06 m
- Flügelfläche: 37,5 m²
- Leergewicht: 1425 kg
- max. Startgewicht: 3200 kg
- Höchstgeschwindigkeit: 500 km/h